# سلژن
شرکت سلژن (Celgene Corporation) یک شرکت بیوتکنولوژی آمریکایی است که تولید کننده دارو برای درمان سرطان و اختلالات التهابی است.